# USS Brill (SS-330)
Za druga plovila z istim imenom glejte USS Brill.
USS Brill (SS-330) je bila jurišna podmornica razreda balao v sestavi Vojne mornarice Združenih držav Amerike.
Leta 1948 je bila sprejeta v Turško vojno mornarico kot TCG 1. İnönü (S 330). 